# Hermann Nothnagel
Carl Wilhelm Hermann Nothnagel, född 28 september 1841 i Alt-Lietzegöricke, Mark Brandenburg, död 7 juli 1905 i Wien, var en tysk läkare. 

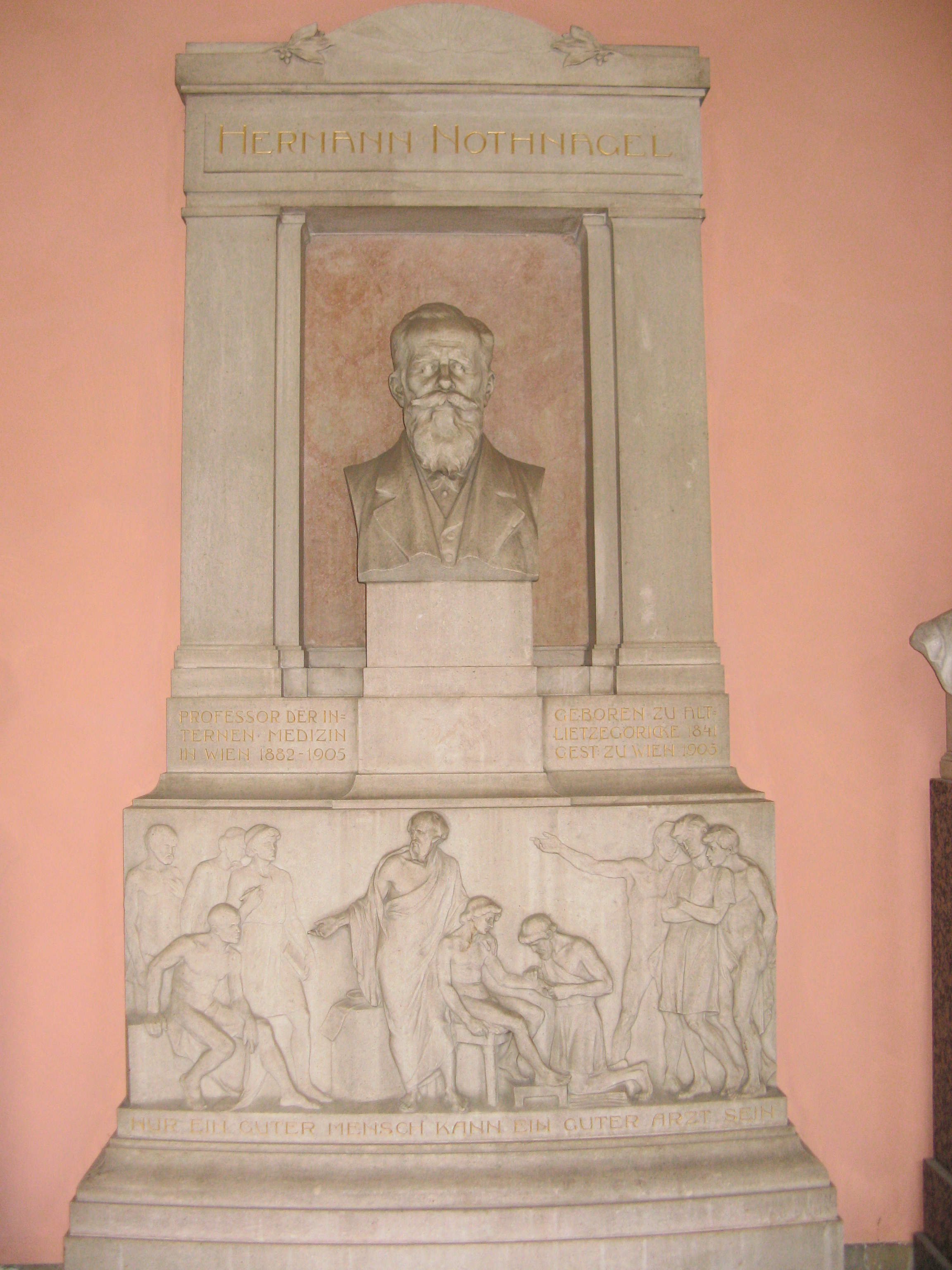
Minnesmärke över Hermann Nothnagel, Wiens universitet.

Nothnagel blev medicine doktor 1863 och professor i Freiburg im Breisgau 1872, i Jena 1874 och i Wien 1882. Förutom en stor mängd smärre avhandlingar utgav han Handbuch der Arzneimittellehre (1870; flera upplagor), Topische Diagnostik der Gehirnkrankheiten (1879) och Beiträge zur Physiologie und Pathologie des Darmes (1884). Från 1894 utgav han som huvudredaktör en stort anlagd "Handbuch der speziellen Pathologie und Therapie" (24 band), i vilken han själv bearbetade tarmens och bukhinnans sjukdomar (andra upplagan, 1903).